# Shah Fuladi
Der Shah Fuladi ist ein Berg in der afghanischen Provinz Bamiyan.
Der Shah Fuladi ist mit einer Höhe von 5048 m (nach anderen Quellen 4951 m, nach wieder anderen 5143 m) der höchste Gipfel in dem Gebirgszug Koh-e Baba. Der Berg befindet sich 140 km westlich der Hauptstadt Kabul.